# 액티비전 블리자드

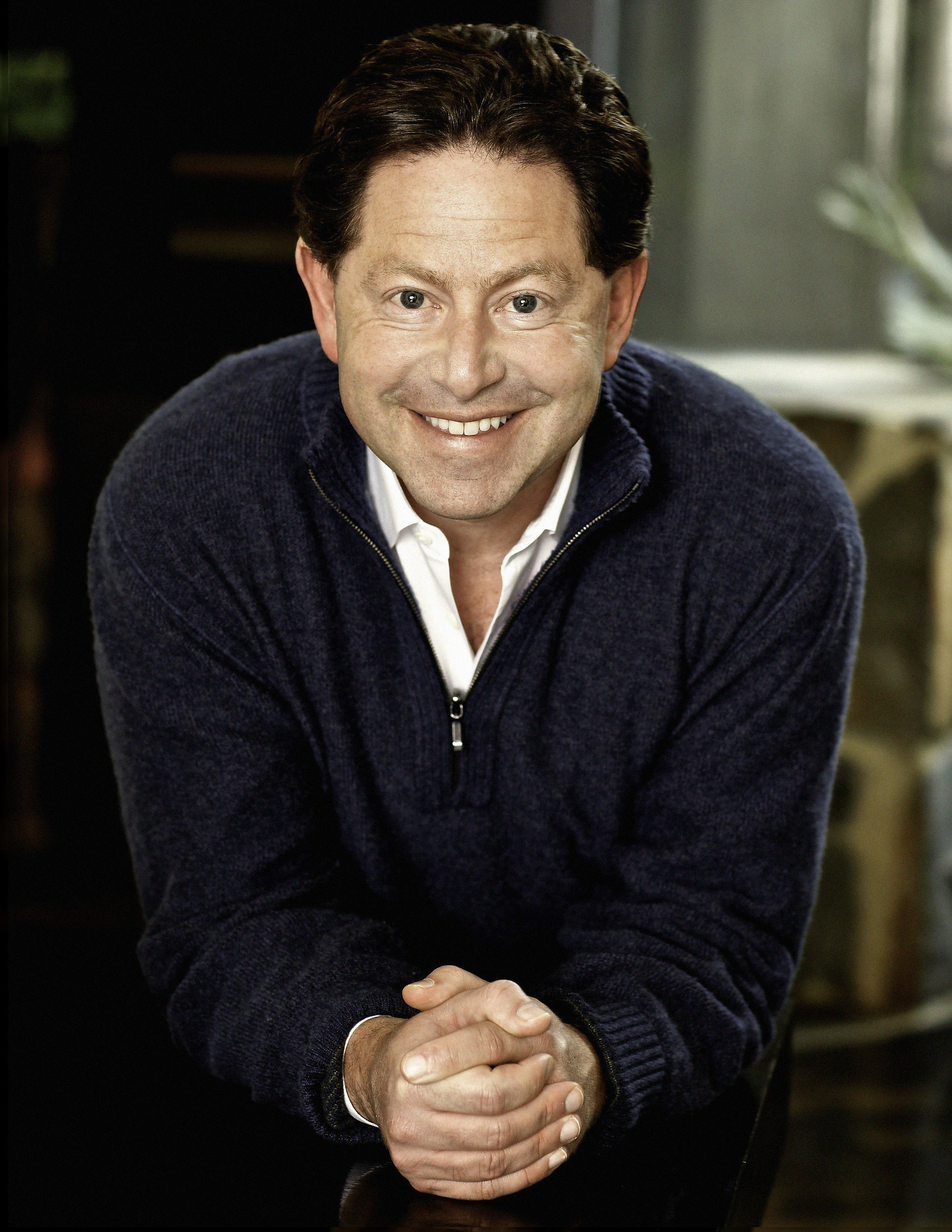
액티비전 블리자드의 CEO 바비 코틱

액티비전 블리자드(영어: Activision Blizzard)는 액티비전과 블리자드의 지주회사이다. 2007년 12월 2일에 액티비전의 18.8억 달러에 비벤디에 의한 합병이 발표되었다. 2008년 7월 9일 합병이 완료되었다. 두 회사는 합병을 통해 EA와 대등하게 "세계 최대의 비디오게임 퍼블리셔"가 될 수 있다고 여겨졌다. 마이크로소프트는 액티비전 블리자드를 2022년 1월 18일 687억 달러(약 82조원)에 인수하겠다는 의도를 발표했다. 액티비전 블리자드는 마이크로소프트 게이밍 사업의 사업부가 될 것이며 마이크로소프트는 텐센트, 소니에 이어 세 번째로 큰 비디오 회사가 될 것이다.
인수는 2023년 10월 13일에 완료되어 마이크로소프트 게이밍의 분할이 되었다.
액티비전 블리자드의 CEO 바비 코틱은 인수가 완료되는 대로 CEO에서 물러날 예정이며 인수가 완료된 이후 액티비전 블리자드가 소속될 'Microsoft Gaming'에는 엑스박스의 수장이자 현 마이크로소프트 게이밍 부문 총괄 부사장인 필 스펜서가 CEO로 취임할 예정이다.

## 역사
2007년 12월, 액티비전은 비벤디 게임즈와 합병을 발표했다. 비벤디게임즈의 레니 페니손이 의장으로 취임하게 되었다. 액티비전의 사장이었던 보비 코틱은 액티비전-블리자드의 최고경영자가 되었다.
2008년 4월, 유럽의회는 합병을 승인했다. 의회는 이 합병에 반독점 문제가 없는지 확인했다. 7월 8일에 액티비전은 주주들이 합병에 동의 했다고 발표했다. 7월 9일 인터랙티브 엔터테인먼트인 Activision, Inc.와 Vivendi SA의 엔터테인먼트 비즈니스인 Vivendi Games의 권리를 비벤디가 소유한다. 합병후 개인에 의해 주식이 거래된 후에 진 버나드 레비가 의장직을 맡았다.
액티비전과 블리자드 엔터테인먼트는 여전히 따로 존재한다. 지주회사는 지주회사의 이름으로 게임을 발매하지 않고 자회사의 이름으로 출시한다. 비벤디 게임즈는 액티비전의 자회사가 되었다.
블리자드는 여전히 자치를 하고 있지만 다른 비벤디 게임사는 그렇지 않다. 시에라는 합병 후 더 이상 게임을 만들지 않고 있다. 이는 액티비전의 요구에 맞지 않기 때문이라고 한다. 몇몇 시에라의 게임들은 시에라가 아닌 액티비전에서 직접 발매된다. 시에라가 문을 닫아서 2008년 11월 1일부터 시에라 토론장은 이용할 수 없다.
2013년 7월 25일, 액티비전 블리자드는 비벤디로부터 주식 4.29억주를 인수하여 독립하였다.
2015년 8월 28일, S&P 500에 편입되었고, 마이크로소프트, EA와 더불어 3대 게임사가 되었다.
2015년 11월 2일, 캔디 크러시 사가로 유명한 킹 디지털 엔터테인먼트를 59억 달러에 인수하였다.

## 같이 보기
- 킹 디지털 엔터테인먼트
- 블리자드 엔터테인먼트
- 액티비전